# Comostola mundata
Comostola mundata là một loài bướm đêm trong họ Geometridae.